# ليندسي سوتون
ليندسي سوتون (بالإنجليزية: Lindsay Sutton)‏ هو منافس ألعاب قوى أسترالي، ولد في 23 أكتوبر 1989.

## روابط خارجية
- ليندسي سوتون على موقع النتائج التاريخية لألعاب القوى الأسترالية (الإنجليزية)
- ليندسي سوتون على موقع Paralympic.org (الإنجليزية)
- ليندسي سوتون على موقع IPC.InfostradaSports.com (مؤرشف) (الإنجليزية)